# حمض الإيلاجيك
حمض الإيلاجيك أو حمض رُمَّانِي هو مُركّب بلّوري، أصفر اللون، الذي يتم الحصول عليه مِنْ حَمْضُ التَّانِّيك،  ويعتبر من مضادات الأكسدة الفينولية. يوجد حمض ايلاجيك في العديد من الفواكه الحمراء; وتشمل التوت والفراولة والعليق، والمرارة الصينية، والتوت البري، والرمان وبعض المكسرات مثل الجوز. يوجد الحمض في النباتات على شكل إلاغيتانين.

## التاريخ
أكتشفه لأول مرة الكيميائي هري براكونوت عام 1831.:20 قام ماكسيمليان نايرنشتاين بتحضير هذه المادة من  algarobilla، دفدف, oak bark, الرمان، هليلج كابلي، وسنديان فش عام 1905.:20  أقترح أيضاً تحضيره من گلاسين-الگالويل بواسطة الپنسليوم in 1915. كان لوڤه أول شخص ينتج حمض الإيلاجيك اصنطاعياً بتسخين حمض الجاليك مع حمض الزرنيخ أو أكسيد الفضة.:20